# Andeancistrus
Andeancistrus – rodzaj słodkowodnych ryb sumokształtnych z rodziny zbrojnikowatych (Loricariidae).

## Zasięg występowania
Ekwador.

## Klasyfikacja
Gatunki zaliczane do tego rodzaju:
- Andeancistrus eschwartzae
- Andeancistrus platycephalus

Gatunkiem typowym jest Chaetostomus platycephalus (=A. platycephalus).